# فاش (فلم)
ڤاش هو فيلم رعب خارق للطبيعة بـاللغة الكجراتية الهندية أُصدر عام 2023 من إخراج كريشناديف ياجنيك. الفيلم من إنتاج شركات كيه إس للترفيه واستديوهات باتيل للمعالجة وشركة أنانتا للأعمال بالتعاون مع سلسلة بيغ بوكس للإنتاج، كما أنّ الفيلم من توزيع شركة استوديوهات بانوراما.

## الحبكة
أثارفا هو رب عائلة يعمل طيارًا ويعيش في أحمد آباد بولاية غوجارات مع زوجته بينا وطفليهما آريا وأنش. في أحد الأيام، قرر أثارفا أن يأخذ عائلته في إجازة إلى قرية نائية. عندما يصلون إلى القرية، يلتقون بشخص غريب غامض يُدعى براتاب، والذي يبدو أنه يعرف الكثير عن أثارفا وعائلته. يعرض عليهم مساعدتهم أثناء إجازتهم، وهو ما يوافق عليه أثرفا.
ومع ذلك، فإنّ مساعدة براتاب يدفع ثمنها أثارفا وعائلته. حيث يبدأ في إلقاء تعويذة على أثارفا وعائلته، وسرعان ما يجدون أنفسهم محاصرين في عالم من السحر الأسود. مما يتطلب من أثارفا إيجاد طريقة لكسر هذه التعويذة وإنقاذ عائلته قبل فوات الأوان.

## طاقم العمل
- جانكي بوديوالا في دور ابنة آريا وأثارفا وبينا
- هيتو كانوديا في دور أثارفا، زوج بينا؛ والد آريا وأنش [4]
- نيلام بانشال في دور بينا، زوجة أثارفا؛ والدة آريا وأنش
- آريان سانغفي في دور أنش وأثارفا وابن بينا
- هيتن كومار في دور براتاب [5]